# Solenobia suifunella
Solenobia suifunella är en fjärilsart som beskrevs av Hugo Theodor Christoph 1881. Solenobia suifunella ingår i släktet Solenobia och familjen säckspinnare. Inga underarter finns listade i Catalogue of Life.